# Concours de Dressage International

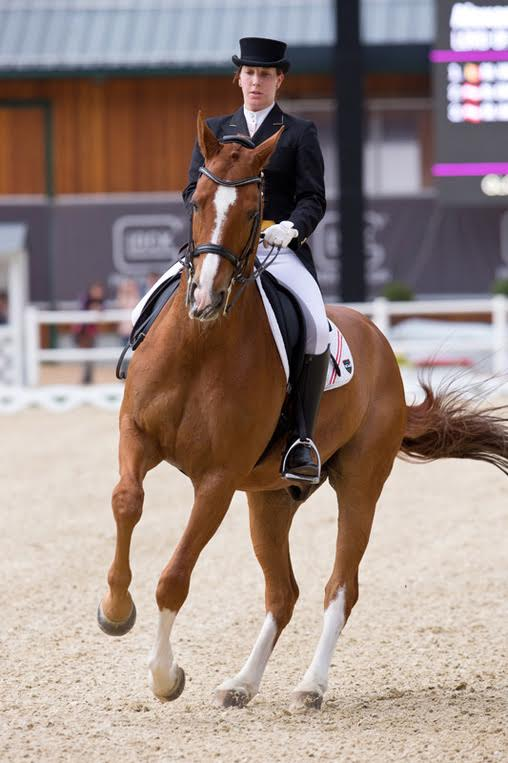
CDI Dressur

Concours de Dressage International (CDI) ist die Bezeichnung für ein internationales von der FEI ausgerichtetes Turnier im Dressurreiten.
Es wird unterschieden zwischen:
CDI-P/Cheine Veranstaltung für Ponyreiter (12–16 Jahre auf Ponys) bzw. Children (12–14 Jahre auf Großpferden)
CDI-J/Y/U25eine Veranstaltung für Juniors (14–18 Jahre), Young Riders (16–21 Jahre) bzw. für Reiter bis 25 Jahre
CDI 1*für Reiter ab 16 bis zum Prüfungslevel Intermediate I
CDI 2*für Reiter ab 16 bis zum Prüfungslevel Grand Prix
CDI 3* bis CDI 5*für Reiter ab 16 bis zum Prüfungslevel Grand Prix Special und Grand Prix Freestyle. Die Einstufung unterscheidet sich im Wesentlichen durch die Preisgelder
CDI-Wwie CDI 5*, zusätzlich müssen bei der Einladung Mindestquoten aus den Führenden der aktuellen europäischen Bestenliste entsprechend den FEI-Weltcup Regeln erreicht werden. Mittels vorgeschriebenem Mindestpreisgeld und Einladung an eine Mindestzahl der aktuell besten Reiter ist ein sehr hohes Niveau auf diesen Turnieren garantiert. Alle CDI-W-Turniere sind Teil des FEI-Weltcups Dressurreiten.

## CDIO
Mit der Erweiterung Officiel (CDIO) wird das offizielle internationale Dressurturnier eines Landes bezeichnet. Jedes Land darf pro Jahr nur ein CDIO ausschreiben. Das deutsche CDIO findet im Regelfall im Rahmen des CHIO Aachen statt. 2015 fand das deutsche CDIO in Hagen statt. Das französische CDIO5 mit Nationenpreis wird in Compiègne ausgetragen.
Der seit dem Jahr 2013 von der FEI ausgetragene Nations Cup (FEI Dressage Nations Cup) ist eine Turnierserie, die aus mehreren Nationenpreisen im Rahmen von CDIOs besteht.